# Эндалькачоу Мэконнын
Эндалькачоу Мэконнын (амх. እንዳልካቸው መኮንን; 27 сентября 1927, Аддис-Абеба — 23 ноября 1974, там же) — эфиопский политический, государственный и дипломатический деятель, Премьер-министр Эфиопии (1 марта — 22 июля 1974).

## Биография
Сын Мэконнын Эндалькачоу, премьер-министра Эфиопии (1943—1957). Образования получил в Оксфордском университете
С 1960 года работал послом Эфиопии в Лондоне. Затем до 1966 года — министр промышленности и торговли, позже был представителем Эфиопии при ООН, министром почты и телекоммуникации.
С марта по июль 1974 года занимал пост премьер-министра Эфиопии.
После свержения императора Хайле Селассие 23 ноября Эндалькачоу и 60 бывших чиновников правительства бывшего императора были арестованы, доставлены в тюрьму, где были казнены без суда и следствия.
Расстрелян по приказу революционных властей страны.

## Источник
- Энциклопедический справочник «Африка». — М.: Советская Энциклопедия. Главный редактор Ан. А. Громыко.
- Endelkachew Makonnen, in: Internationales Biographisches Archiv 09/1975 vom 17. Februar 1975, im Munzinger-Archiv